# 김일성군사종합대학
김일성군사종합대학(金日成軍事綜合大學)은 조선민주주의인민공화국의 고급 장교 양성을 위한 군사교육기관으로 소련군의 지원을 바탕으로 1952년 10월 개교한 고급군사학교를 모태로 하여 1956년 10월 25일 설립되었다. 김일성군사대로 줄여 부르기도 한다.

## 연혁
강건종합군관학교, 김정숙해군대학, 김책공군대학 등 초급 지휘관 양성 목적의 기관이 사병 가운데 입교생을 받는 것과는 달리, 군 장교의 재교육을 위한 목적에서 설립되었다.
교과 과정은 3~4년이 걸리는 정규 과정과 1년의 단기 강습 과정으로 구분되어 있다. 학교의 위치는 평양의 만경대구역이다.
1952년 10월 28일 고급군사학교라는 이름으로 개교했다가 후에 김일성의 이름을 따서 명칭이 개명되었다. 교내에 김일성의 동상이 설치되어 있다. 
대한민국의 국방대학교와 기능상 유사하며, 조선인민군 총참모장 김영춘 등 북조선의 많은 군 고위 인사들이 이 학교를 졸업하였고, 김정은도 이 학교를 졸업하였다. 2003년 최고인민회의 대의원 선거때 김정일이 이 학교에서 투표에 참가했을 정도로 선군정치 시대에 중시되고 있는 기관이다.
현재 총장은 공석이며, 제1부총장은 중장 지기선이, 제2부총장은 상장 리종우외 3인이 맡고 있다.

## 참고 자료
- 디지털 북한 백과사전 - 김일성군사종합대학 보관됨 2007-09-28 - 웨이백 머신
- 《연합뉴스》 (2007.7.9) 북한 김일성군사대 지기선 총장 사망 보관됨 2016-03-05 - 웨이백 머신